# Magica (banda)
Magica es una banda de metal, formada en febrero de 2002, procedentes de Rumania.

## Historia
En 2002, y con muchos demos aún sin terminar, se forma Magica como un proyecto de Bogdan Costea, con un estilo de metal gótico, sin embargo la banda cambió el estilo a melodic metal, ya que era el género que a Bogdan le gustaba realmente.
Tras dos meses de un intenso trabajo, el álbum estaba listo, así que el único miembro reclutó al resto de la banda. Con la primera alineación, en 2002 sale a la venta en Rumania el primer álbum de estudio The Scroll of Stone (El pergamino de roca), al estilo de bandas como Rhapsody, Nightwish y Helloween, el cual contiene 12 canciones de un metal melódico muy potente, que ha caracterizado a la banda hasta ahora.
Después de la promoción rumana del primer álbum, Magica publica el 9 de noviembre de 2004, su segundo álbum, Lightseeker (Luz solicitante), el cual fue grabado en Francia, y del cual se extrae su primer videoclip Bittersweet. Viajan por Europa, abriendo los eventos de las bandas After Forever, Leaves' Eyes, Apocalyptica y Nightmare, durante el 2006.
En el otoño de 2006, Magica regresó a Rumania para componer y grabar lo que sería Hereafter, (A partir de Ahora) su tercer álbum de estudio, que se preveía para inicios de 2007, pero a causa del cambio de discográfica, el material fue publicado hasta el 19 de octubre esta vez en Europa, no solo en Rumania.
Hereafter representa el éxito más grande de la banda, ya que con él se ha dado a conocer en Europa, dentro de la escena musical del metal melódico.
De este álbum se extraen dos sencillos, "All Waters Have the Colour of Drowning" y "Entangled".
Wolves and Witches, (Lobos y brujas), es el cuarto álbum de la banda y a pesar de que el sonido de sus canciones se encuentra mejor definido, no alcanzó todo el éxito del álbum anterior, aunque claro, la banda ya se encontraba más madura y consolidada.
De este álbum no se obtuvo ningún sencillo promocional ni comercial, aunque un fan en YouTube realizó un video tipo fan art, con la canción "Don't Wanna Kill", ya que fue bien visto por la banda, esta lo subió a su página oficial en MySpace.
El 28 de mayo de 2010, Magica publica bajo el sello de AFM Records su quinto álbum de estudio titulado "Dark Diary", (Diario Oscuro), el cual es uno de los álbumes mejor trabajados, ya que la calidad y el estilo varía desde un ambiente de metal melódico bastante fuerte como en "Anywhere but Home o "Tonight, hasta un metal sinfónico bastante orquestal y satisfactorio como en Wait for me, ó Dear Diary.
Hasta ahora, el álbum tiene un sencillo, "Wait for me", cuyo video fue estrenado en YouTube, el 9 de julio.
En 2012, publican su sexto álbum, Center of the Great Unknown, incluyendo un video musical para la canción con el nombre de dicho álbum.

## Miembros

### Actuales
- Ana Mladinovici (Voz)
- Bogdan "Bat" Costea (Guitarra)
- Bogdan Avrigeanu (Bajo)
- Hertz (Batería)
- Emilian Burcea (Guitarra)

### Exmiembros
- Valentin "IngerAlb" Zechiu (Bajo) (2002-2008)
- Viorel Raileanu (Teclados)
- Adrian Mihai (Batería) (2002-2003)
- Cristi "Beavis" Barla (Batería) (2003-2008)

## Discografía
- "The Scroll of Stone" (2002)
- "Lightseeker" (2004)
- "Hereafter" (2007)
- "Wolves and Witches" (2008)
- "Dark Diary" (2010)
- "Center of the Great Unknown" (2012)